# Латторфф, Камилла фон
Камилла Мария Катарина фон Латторфф (нем. Camilla Maria Katharina von Lattorff; род. 14 ноября 2005 или 4 ноября 2005, Монца, Ломбардия) — лихтенштейнская футболистка, полузащитница австрийского клуба «Винер Шпорт-Клуб» и сборной Лихтенштейна.

## Биография

### Происхождение
Родилась в ноябре 2005 года в итальянском городе Монца. Она была 4-й из 7 детей в семье барона Филиппа фон Латторффа (р. 1968), из древнего дворянского рода Латторфф, и княжны Татьяны фон Лихтенштейн (р. 1973). По материнской линии Камилла приходится внучкой правящему князю Лихтенштейна Хансу-Адаму II.

### Клубная карьера
Заниматься футболом начала в 2015 году в команде «Хауслайтен». Выступать на взрослом уровне начала в сезоне 2021/22, играя за фарм-клуб «Винер Шпорт-Клуб» в австрийской ландеслиге. Сезон 2022/23 провела в венской «Аустрии», где также была игроком дублирующего состава. Летом 2023 года вернулась в «Винер Шпорт-Клуб». За основной состав команды дебютировала 16 сентября в матче второй женской Бундеслиги, появившись на замену на 71-й минуте.

### Карьера в сборной
Начиная с 2021 года вызывалась в сборную Лихтенштейна до 19 лет, в её составе принимала активное участие в отборочных турнирах к чемпионатам Европы 2022 и 2023 года.
3 сентября 2022 года дебютировала за основную сборную Лихтенштейна в товарищеском матче со сборной Андорры (1:3), в котором вышла на замену на 68-й минуте при счёте 1:1.